# Saison 2 de Meurtres au paradis
Chronologie
Saison 1 Saison 3
Cet article présente les épisodes de la deuxième saison de la série télévisée Meurtres au paradis.

## Distribution

### Acteurs principaux
- Ben Miller (VF : Emmanuel Curtil) : inspecteur-chef Richard Poole
- Sara Martins (VF : elle-même) : sergent Camille Bordey
- Danny John-Jules (VF : Jean-Paul Pitolin) : agent Dwayne Meyers
- Gary Carr (VF : Diouc Koma) : agent Fidel Best

### Acteurs récurrents
- Élizabeth Bourgine (VF : elle-même) : Catherine Bordey, la mère de Camille (épisodes 1-4, 6 et 8)
- Don Warrington (en) (VF : Daniel Kamwa) : commandant Selwyn Patterson, chef de la police de Sainte-Marie (épisodes 3-5 et 8)

## Liste des épisodes

### Épisode 1:Meurtre à la plantation

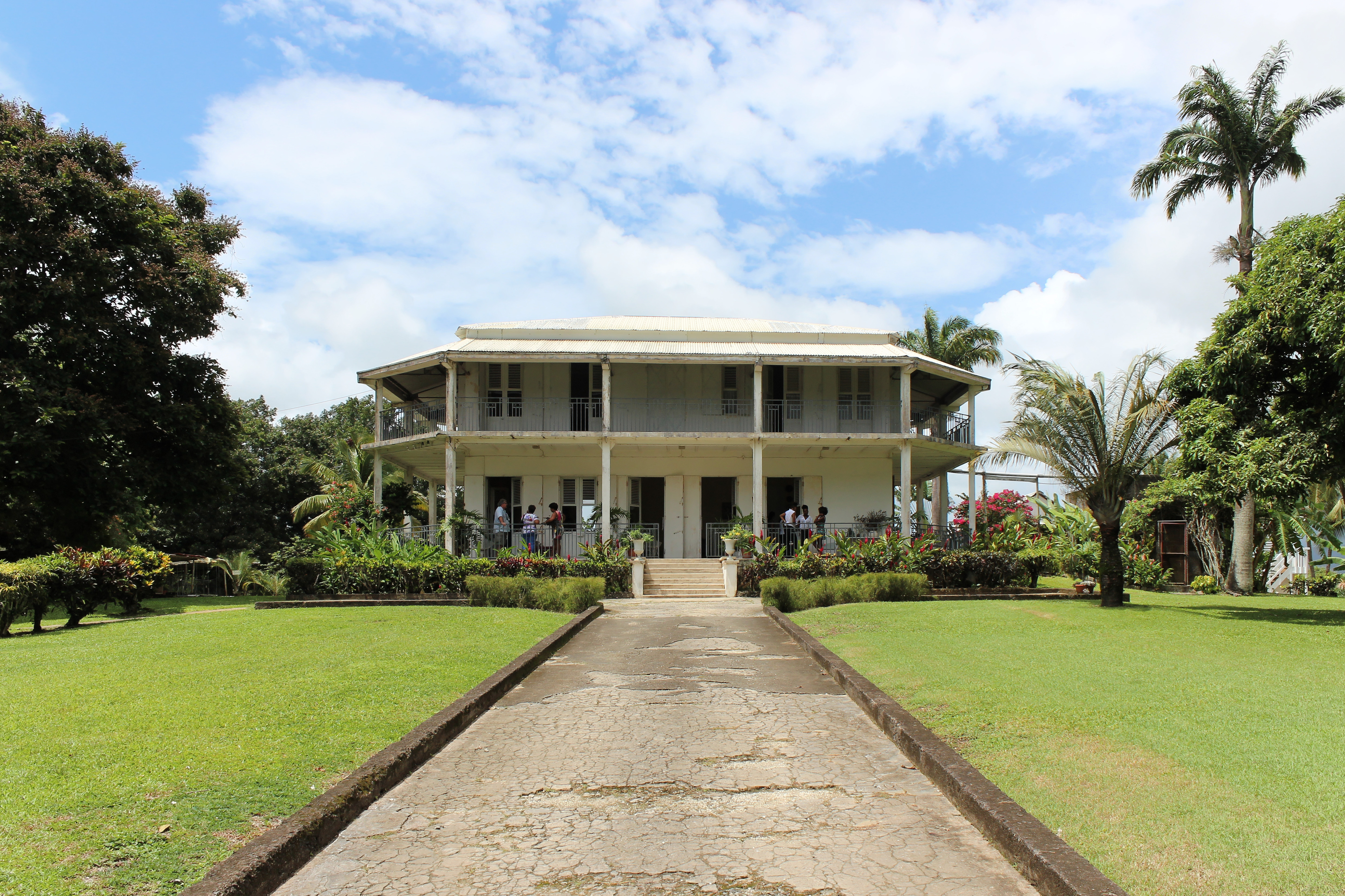
L'épisode 1 est tourné à l'habitation Routa.

- Royaume-Uni : 8 janvier 2013 sur BBC One
- France : 5 août 2013 sur France 2

- Royaume-Uni : 8,20 millions de téléspectateurs (première diffusion)
- France : 1,7 million de téléspectateurs (13,1 %)[1] (première diffusion)

- James Cosmo : Roger Seymour
- David Ajala (en) : Louis Nelson
- Estella Daniels (en) : Kim Neville
- Lucian Msamati (en) : Dr Paul Johnson
- Tom Ward (en) : Alex Seymour
- Stephanie Beacham : Nicole Seymour

### Épisode 2:Faux-semblants
- Royaume-Uni : 15 janvier 2013 sur BBC One
- France : 12 août 2013 sur France 2

- Royaume-Uni : 7,84 millions de téléspectateurs (première diffusion)
- France : 1,30 million de téléspectateurs (10,6 %)[2] (première diffusion)

- Kenneth Cranham : Père John
- Gemma Jones : Révérende mère Anne
- Rowena King : Sœur Marguerite (Élodie François)
- Georgina Campbell : Thérèse
- Patrick Baladi (en) : Daryl Dexter
- Caroline Langrishe : Laura Masters

### Épisode 3:Relooking extrême
- Royaume-Uni : 22 janvier 2013 sur BBC One
- France : 12 août 2013 sur France 2

- Royaume-Uni : 7,98 millions de téléspectateurs (première diffusion)
- France : 2,42 millions de téléspectateurs (11,6 %)[2] (première diffusion)

- Julie Riley : Valérie Dupree
- Cherie Lunghi : Jayne Smythe
- Nathaniel Martello-White : Carlton Banks
- James Fleet : Dr Jeremy Tipping
- Shaun Parkes : Paul Vincent
- Emma Pierson : Docteur Anna Jones

### Épisode 4:Le Secret du pirate
- Royaume-Uni : 29 janvier 2013 sur BBC One
- France : 12 août 2013 sur France 2

- Royaume-Uni : 7,68 millions de téléspectateurs (première diffusion)
- France : 1,95 million de téléspectateurs (10,1 %)[2] (première diffusion)

- Pip Torrens : Le guide du musée
- Kelly Adams : Elizabeth « Liz » Curtis
- Rob Heanley (en) : Dr Ian Parks
- Jonathan Cake : Daniel Morgan (VF : Guillaume Orsat)
- Ben Turner : Chris Winchester
- Bryan Dick (en) : Benjamin Sammy
- Michael Brandon : Joël Maurice

### Épisode 5:Escale fatale
- Royaume-Uni : 5 février 2013 sur BBC One
- France : 19 août 2013 sur France 2

- Royaume-Uni : 7,21 millions de téléspectateurs (première diffusion)
- France : 1,7 million de téléspectateurs (12,7 %)[3] (première diffusion)

- Dexter Fletcher : Grant
- Dylan Edwards : RJ
- Jamelia : Aimée Fredericks
- Amanda Mealing (en) : Eloise Morrison
- Jonathan Phillips : Stephen Morrison
- Junior Simpson (en) : Milton Reynards
- Rob Jarvis (en) : Colin Smith

### Épisode 6:Coup de soleil
- Royaume-Uni : 12 février 2013 sur BBC One
- France : 19 août 2013 sur France 2

- Royaume-Uni : 7,49 millions de téléspectateurs (première diffusion)
- France : 2,62 millions de téléspectateurs (11,6 %)[3] (première diffusion)

- Michele Austin (en) : Estelle Du Bois
- Kim Thomson (en) : June Anderson
- Neil Pearson (en) : Douglas Anderson
- Ralf Little (en) : Will Teague
- James Murray : Ronnie Stuart
- Matilda Ziegler : Janice Palmer
- Hannah Spearritt : Lily Shaw

### Épisode 7:Ouragan meurtrier
- Royaume-Uni : 19 février 2013 sur BBC One
- France : 19 août 2013 sur France 2

- Royaume-Uni : 7,42 millions de téléspectateurs (première diffusion)
- France : 2,4 millions de téléspectateurs (11,2 %)[3] (première diffusion)

- Stephen Boxer (en) : Professor Adam King
- Gemma Chan : Jennifer Cheung
- Jo Woodcock (en) : Amber Collins
- Mathew Horne (en) : Léo Downs
- Ben Batt (en) : Damon Ryan
- Lolita Chakrabarti : Judy Hearst

### Épisode 8:Charité bien ordonnée
- Royaume-Uni : 26 février 2013 sur BBC One
- France : 19 août 2013 sur France 2

- Royaume-Uni : 7,50 millions de téléspectateurs (première diffusion)
- France : 1 million de téléspectateurs (15,2 %)[3] (première diffusion)

- Lucy Davis : Vicky Woodward
- Sean Pertwee : Malcolm Powell
- Julie Graham : Jen Powell
- Lucien Laviscount : Duncan Wood
- Jamie Davis (en) : Mark Grainger